# Реветь
Ре́веть (баш. Рәүәт) — деревня в Белорецком районе Башкортостана России, относится к Инзерскому сельсовету. Центральная усадьба Южно-Уральского государственного заповедника.

## Население
| 2002 | 2009 | 2010 |
| ---- | ---- | ---- |
| 67   | ↗163 | ↘61  |

Национальный состав
Согласно переписи 2002 года, преобладающие национальности: башкиры (42 %), русские (40 %). .

## Географическое положение
Находится на правом берегу реки Малый Инзер
Расстояние до:
- районного центра (Белорецк): 90 км,
- центра сельсовета (Инзер): 7 км,
- ближайшей ж.-д. станции (Инзер): 7 км.

## История
Название происходит от  названия реки Реветь (башк. Рәүәт).